# Pomponio Algieri
Pomponio Algieri, of de Algerio (Nola, circa 1531 – Rome, 19 augustus 1556 was een slachtoffer van de Romeinse inquisitie. Vanwege zijn protestantse opvattingen werd hij ter dood veroordeeld.

## Levensloop
Algieri werd te Nola geboren en verwerd al vroeg in zijn leven tot wees. Zijn oom van vaderskant voedde hem op. Waarschijnlijk stamde Algieri uit een rijke familie, aangezien hij aan de prestigieuze Universiteit van Padua kon studeren, waar hij studies in theologie, filosofie, geneeskunde en rechtsgeleerdheid volgde. Vermoedelijk kwam hij hier, onder meer door omgang met zijn leermeester Matteo Gribaldi, in aanraking met het protestantisme. Algieri werd op 29 mei 1555 in Padua gearresteerd vanwege zijn overtuigingen en ondervraagd door een inquisiteur. 

### Eerste proces
Tijdens de gehoren, die plaatsvonden in juli 1555, bevestigde Algieri onder meer niet te geloven dat de Katholieke Kerk de universele, ware Kerk was. Ook ontkende hij het gezag van de paus, en verwierp hij het idee van de transsubstantiatie. Algieri gaf aan zichzelf als aanhanger van het lutheranisme te zien. Intussen was op 23 mei 1555 inquisiteur Gian Pietro Carafa tot paus verkozen onder de naam Paulus IV. Hij eiste aan Venetië de uitlevering van Algieri aan Rome. De Venetiaans autoriteiten leverde traditiegetrouw evenwel geen burgers uit aan de inquisitie, ook wanneer het geen geboren Venetianen betrof zoals Algieri. Ook speelde mee dat er in Padua veel andere protestantse studenten studeerden, waaronder talrijke Noord-Europeanen. De Venetiaanse autoriteiten wilden onder hen geen kwaad bloed zetten. Algieri bleef daarom in hechtenis te Padua. 

### Tweede proces en executie

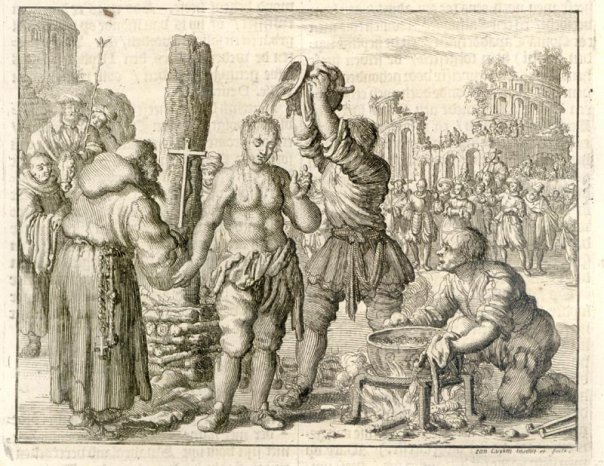
De executie van Pomponio Algieri

Op 14 maart 1556 stemde de Venetiaanse senaat er uiteindelijk toch mee in om Algieri uit te leveren aan Rome. Daar werd hij onderworpen aan een tweede proces. Algieri bleef achter zijn standpunten staan en werd daarop tot ketter verklaard, met een ter dood veroordeling als vonnis. Hoewel een priester hem tot op het laatste ogenblik trachtte te laten terugkomen op zijn stellingname, zodat Algieri gewurgd zou worden voordat hij verbrand zou worden, bleef Algieri bij zijn opvattingen. Op 19 augustus 1556 werd hij op het Piazza Navona levend gekookt in een ketel vol hete olie, pek en terpentijn. Volgens de Venetianse notabelen die bij de executie aanwezig waren onderging Algieri zijn terechtstelling 15 minuten lang zwijgend en onbewogen, voordat hij de geest gaf.

## Nalatenschap
Zijn jeugdigheid en standvastigheid op het moment van marteling en executie maakte Algieri na zijn dood tot een geroemd martelaar in protestantste kringen. Zo werd een door Algieri in gevangenschap geschreven brief postuum, in 1563, gepubliceerd door de bekende calvinist Theodorus Beza. 
Op 28 februari 2008 organiseerde de Universiteit van Padua een congres ter herinnering aan de executie van Pompoino Algieri, waarbij ook een gedenksteen ter nagedachtenis aan zijn dood en ter bevordeing van religieuze vrijheid werd onthuld. 